# Championnat de Papouasie-Nouvelle-Guinée de football
Le championnat de Papouasie-Nouvelle-Guinée de football (Papua New Guinea National Soccer League en anglais, PNGNSL) est une compétition de football qui se déroule en Papouasie-Nouvelle-Guinée. Il s'agit de la compétition de niveau le plus élevé dans le pays.

## Caractéristiques
Le championnat est placé sous l'égide de la fédération de Papouasie-Nouvelle-Guinée. Il comprend 14 clubs, semi-professionnels répartis en 2 groupes (Nord et Sud), pour la saison 2020.
Lors de la saison 2021, la compétition est interrompue en raison de la pandémie de Covid-19 et abandonnée pendant le mois décembre.
Le PNG Telikom sponsorisant le championnat, il porte le nom officiel de Telikom NSL Cup.

## Histoire
Le tournoi est créé en 1976 sous le nom National Champions en tant que compétition amateur.
La nouvelle compétition est créée en 2006, pour remplacer la ligue amateur, le National Club Championship. Celui-ci est apparu en 1976 et regroupait les meilleures équipes de chaque région.
Elle remplace le Papua New Guinea Overall Championship comme principale compétition de football en Papouasie-Nouvelle-Guinée avec laquelle elle a coexisté un temps.

## Palmarès
- 2006 : PRK Souths United
- 2007-2008 : Hekari United Football Club[5]
- 2008-2009 : Hekari United
- 2009-2010 : Hekari United
- 2010-2011 : Hekari United
- 2011-2012 : Hekari United
- 2013 : Hekari United
- 2014 : Hekari United
- 2015 : Lae City
- 2015-2016 : Lae City
- 2017 : Lae City
- 2018 : Lae City
- 2019 : Lae City
- 2019-2020 : Lae City
- 2021 : championnat abandonné
- 2022-2023 : Lae City